# Bell X-5
Белл X-5 (англ. Bell X-5) — американский экспериментальный реактивный самолёт X-серии. Является первым в мире летающим самолётом с изменяемой стреловидностью крыла. Разработан в США на основе концепции недостроенного прототипа Messerschmitt Me P.1101, вывезенного из Германии после окончания Второй мировой войны.
Несмотря на то, что профессор фирмы Messerschmitt AG Александр Липпиш получил патент на такое крыло ещё в 1942 году, на опытном Р.1101 механизм изменения стреловидности в полете не был предусмотрен. Угол крыльев предполагалось изменять на земле и лишь после испытаний внедрить механизацию. Также, в США был вывезен его конструктор Вальдемар Фойгт, однако часть документации была утеряна (присвоена другой трофейной командой — французской) и механизм изменения стреловидности был разработан главным конструктором фирмы Bell Aircraft Робертом Дж. Вудсом.
Всего фирмой Bell было изготовлено два экземпляра самолёта. Первый полёт состоялся 20 июня 1951 года. Один из этих самолётов разбился 13 октября 1953 года, а второй, после завершения цикла испытаний, в марте 1958 года был передан Музею ВВС США. На данном самолёте изменение стреловидности крыла производилось на угол с 20 до 60 градусов.

## Лётно-технические характеристики

### Технические характеристики
- Размах крыла, м:
  - максимальный 10,21
  - минимальный 6,32
- Длина, м: 10,15
- Высота, м: 3,66
- Площадь крыла, м²: 18,60
- Масса, кг:
  - пустого самолёта 3146
  - максимальная взлётная 4445
- Тип двигателя 1 ТРД Allison J35-A-17
- Тяга, кгс 1 х 2680
- Максимальная скорость, км/ч 1110
- Крейсерская скорость, км/ч 965
- Практическая дальность, км 805
- Практический потолок, м 15 454
- Экипаж 1
- Вооружение; Стрелково-пушечное 6 × 12,7 мм пулемётов Colt Browning  М3 с боекомплектом 300 патр. на ствол